# 不相信人類的冒險者們好像要去拯救世界
《不相信人類的冒險者們好像要去拯救世界》是日本作家富士伸太所著的輕小說系列，2019年1月起於成為小說家吧上連載；同年9月起經MF Books發行實體書，黑井進擔綱插圖，出版至今共4卷。改編漫畫於2019年10月25日起在ComicWalker連載，由川上真樹繪畫。改編電視動畫於2023年1月至3月首播。

## 登場人物

### 倖存者小隊
尼克（Nick，聲：小林裕介）
本作男主角之一。冒險者小隊【倖存者】的隊長，特長是短劍術、近身格鬥術以及斥候術，完全不會使用魔法。原本是隸屬C級冒險者小隊【武術百變】的冒險者，在小隊中負責掌管隊伍的財政。因為遭到隊友的誣陷，同時隊長又包庇誣陷他的隊友而被逐出隊伍，再加上遭到前女友的仙人跳，因而不信任他人，同時也沉浸在偶像的應援中。
卡蘭（Curran，聲：菊池紗矢香）
本作女主角之一。龍人族女戰士，擅長火屬性魔法。族長的女兒，全名「卡蘭·椿」。因遭到隊友的背叛和拋棄，同時還被奪走了龍人族的密寶，因此有很深的心理陰影，而不信任他人，也為此沉浸於美食之中。武器是龍骨巨劍。
傑姆（Zem，聲：土岐隼一）
本作男主角之一。原神官。因遭到自己看護的少女誣陷，而被判強姦罪而入獄三個月，出獄後被逐出自己原來的小鎮，失意到沉迷女色，經常出入風俗店而散盡錢財，成為了娼館通。武器是釘頭錘，擅長回復魔法和支援魔法。
緹亞娜（Tiana，聲：渡部紗弓）
本作女主角之一。原貴族千金的魔法使。曾因婚約者被情敵搶走而遭到拋棄，還同時遭到退學和逐出家門，因而失意到沉迷於賭博。會使用魔杖釋放魔法，不擅長土和火屬性魔法。
絆（Kizuna，聲：小松未可子）、絆之劍（聲：清川元夢）
傳說中的聖劍【絆之劍】，智慧武器，是為了討伐魔神而鍛造出來的武器。不喜歡被人利用，因此離開迷宮後以人的形態追隨尼克等人。

### 迷宮都市【特拉涅】
瑪瑙／貝兒（Agate／Belle，聲：石原夏織）
本名“貝兒·哈金斯”，隸屬珠寶演藝公司的吟遊詩人（偶像）。擁有許多忠實粉絲，其中包括尼克在內。性格善良，對尼克有好感。
黃玉（聲：長谷川育美）
隸屬於珠寶演藝公司的吟遊詩人（偶像）。
琥珀（聲：山根綺）
隸屬於珠寶演藝公司的吟遊詩人（偶像）。
東尼（聲：手塚弘道）
瑪瑙的前男友。自從賭場事件後，自己被珠寶演藝公司解雇，因而與之分手。
喬瑟夫·柯爾曼（聲：小形滿）
珠寶演藝公司的製作人。
菲弗斯（fifth，聲：森川智之）
卡蘭在被同伴出賣後見到的冒險者。才華橫溢，以獨自探索迷宮而獲得公會的認可，並因獨自冒險和吃飯而被稱為“獨自吃飯的菲弗斯”，卡蘭相當尊敬他，也是促使卡蘭沉浸於美食的原因之一。
威爾瑪（Vilma，聲：平野文）
公會會長。曾委託【倖存者】小隊前往絆之迷宮找尋絆之劍。
亞爾加斯（Algus，聲：乃村健次）
冒險者小隊【武術百變】的隊長。也是將尼克逐出隊伍的人。
克勞蒂努（聲：白石晴香）
冒險者小隊【鐵虎隊】的女偵察兵。曾是尼克談戀愛的舊情人，但實際上只是把他當成搖錢樹。從小因差點被家人當奴隸賣掉，因而使她為處事不擇手段。同時與里昂也只是相互利用的關係，試圖脫離【鐵虎隊】後，捲走【鐵虎隊】的資金。
里昂（聲：柳田淳一）
冒險者小隊【鐵虎隊】的隊長，虎獸人，過去曾是冒險者小隊【銀虎隊】的隊員，同時也是【銀虎隊】中唯一的倖存者。自從【銀虎隊】因內鬨而團滅後，被認為是殺害包括哥哥在內【銀虎隊】成員的兇手，自此對他人不信任的同時，為人處事也更加不擇手段。與克勞蒂努也只是相互利用的關係，試圖將其賣到妓院或其他隊伍以維持隊伍的風評。
滅之劍（聲：速水獎）
里昂藏起來的劍型神器。
喬納森（聲：日向未南）
克勞蒂努試圖欺騙的年輕男子。
貝格（聲：田丸篤志）
冒險者小隊【鐵虎隊】的魔術師。
卡利歐斯（聲：坂泰斗）
卡蘭的前隊員。他的真實身份是專門欺騙新人冒險者的冒險者小隊的隊長，由於他的手段高超巧妙，冒險者公會一直沒能抓住他的把柄。
威利（聲：內田修一）
魔術師。吟遊詩人狂。
貝洛基奧（聲：興津和幸）
緹亞娜的老師。
奧利維亞（聲：高橋未奈美）
報導拐賣兒童案的女記者。運動能力異常的高，時隱時現。
（聲：葉山郁美）
與冒險者公會相鄰的酒吧老闆。
（聲：上田瞳）
冒險者工會的接待員。
納爾加瓦（聲：大塚明夫）
在廢棄城鎮救治傷員的前牧師。
白假面（聲：草尾毅）

維爾基亞（聲：竹內惠美子）

米里爾（聲：羊宮妃那）

## 出版書籍

### 輕小說
| 卷數 | KADOKAWA       | KADOKAWA               |
| 卷數 | 發售日期       | ISBN                   |
| ---- | -------------- | ---------------------- |
| 1    | 2019年9月25日  | ISBN 978-4-04064-062-4 |
| 2    | 2020年3月25日  | ISBN 978-4-04064-536-0 |
| 3    | 2021年8月25日  | ISBN 978-4-04680-696-3 |
| 4    | 2022年12月23日 | ISBN 978-4-04682-020-4 |
| 5    | 2023年3月24日  | ISBN 978-4-04682-320-5 |
| 6    | 2023年11月25日 | ISBN 978-4-04683-072-2 |

### 漫畫
| 卷數 | KADOKAWA      | KADOKAWA               |
| 卷數 | 發售日期      | ISBN                   |
| ---- | ------------- | ---------------------- |
| 1    | 2020年3月23日 | ISBN 978-4-04-064478-3 |
| 2    | 2020年8月21日 | ISBN 978-4-04-064826-2 |
| 3    | 2021年1月22日 | ISBN 978-4-04-680099-2 |
| 4    | 2021年9月21日 | ISBN 978-4-04-680639-0 |
| 5    | 2022年4月22日 | ISBN 978-4-04-681232-2 |
| 6    | 2023年1月23日 | ISBN 978-4-04-682065-5 |

## 電視動畫
2021年8月15日，在MF Books的8週年網絡特備節目上宣佈將獲改編為動畫，同屬MF Books旗下作品的《治癒魔法的錯誤使用法～奔赴戰場的回復要員～》亦在同節目宣佈動畫化。2022年10月11日，宣布改編電視動畫於2023年1月至3月首播。

### 製作人員
- 原作：富士伸太
- 角色原案：
- 原作企劃：Frontier Works
- 導演、系列構成：伊魔崎齋
- 角色設計、總作畫監督：長尾浩生
- 道具設計：野澤弘樹
- 色彩設計：近藤直登
- 美術監督：SeoJungho
- 美術設定：中原英統
- 助監督、攝影監督、編輯：堀川和人
- 音樂：高橋諒
- 音響監督：納谷僚介
- 音樂製作：波麗佳音
- 音樂製作協力：APDREAM
- 動畫製作：GEEK TOYS
- 動畫製作協力：Animation StudiO Seven[4]

### 主題曲
片頭曲Glorious World
作詞：RUCCA，作曲：（Dream Monster），主唱：土岐隼一
第12話作片尾曲
片尾曲Never Fear
編曲：ESME MORI、和田健一郎，作詞、作曲、主唱：阿部真央
第1、12話未使用

### 各話列表
| 話數 | 日文標題 | 中文標題                   | 劇本              | 分鏡     | 演出          | 作畫監督                                                                                         | 总作畫監督 | 首播日期      |
| ---- | -------- | -------------------------- | ----------------- | -------- | ------------- | ------------------------------------------------------------------------------------------------ | ---------- | ------------- |
| 1    |          | 不相信人類的冒險者們       | 高田诚 伊魔崎斋   | 伊魔崎斋 | 馬場龍一      | 長尾浩生、三關宏幸 竹內一將、野澤宏樹                                                            | 长尾浩生   | 2023年 1月3日 |
| 2    |          | 最強的隊伍成軍？倖存者們！ | 岡篤志 伊魔崎斋   | 伊魔崎斋 | 小林壽德      | 長尾浩生、三關宏幸 竹內一將、野澤宏樹、椎葉幹朗                                                  | 长尾浩生   | 1月10日       |
| 3    |          | 卡蘭的秘密                 | 小林亮介 伊魔崎斋 | 伊魔崎斋 | Han Younghoon | Kim Suho Jung Eunhee                                                                             | 长尾浩生   | 1月17日       |
| 4    |          | 絆之迷宮                   | 高田诚 伊魔崎斋   | 伊魔崎斋 | Kim Eunbyeong | Kim Suho、Cho Eunyeong Jung Eunhee、Song Jinyeong                                                | 长尾浩生   | 1月24日       |
| 5    |          | 鐵虎隊，狭路相逢           | 小林亮介 伊魔崎斋 | 伊魔崎斋 | 馬場龍一      | 三關宏幸、馬場龍一、半扇門                                                                       | 长尾浩生   | 1月31日       |
| 6    |          | 算數拳擊                   | 岡篤志 伊魔崎斋   | 伊魔崎斋 | 細谷秋夫      | 馬場龍一、伊魔崎齋 XV LAN、BAO GUANG ZU                                                          | 长尾浩生   | 2月7日        |
| 7    |          | 賭博指南                   | 高田诚 伊魔崎斋   | 伊魔崎斋 | 馬場龍一      | 飯飼一幸、川上俊弘 菊地淳亮、木村聰志、竹內一將 野澤弘樹、馬場龍一、三關宏幸                     | 长尾浩生   | 2月14日       |
| 8    |          | 美麗的聖騎士大人           | 小林亮介 伊魔崎斋 | 伊魔崎斋 | Kim Eunbyeong | Lee Jitaek、Cho Mijeong、Lee Yeongmi                                                             | 长尾浩生   | 2月21日       |
| 9    |          | 迷宮都市傳說 踏步者！？    | 岡篤志 伊魔崎斋   | 伊魔崎斋 | Han Younghoon | Kim Suho、Jung Eunhee、Lee Seongjae                                                              | 长尾浩生   | 2月28日       |
| 10   |          | 迷宮搜查網                 | 高田诚 伊魔崎斋   | 伊魔崎斋 | 馬場龍一      | 竹内一将、馬場龍一 水谷剛德、田中淳次、半扇門                                                    | 长尾浩生   | 3月7日        |
| 11   |          | 倖存者們VS踏步者           | 小林亮介 伊魔崎斋 | 伊魔崎斋 | Kim Eunbyeong | Lee Jitaek、Cho Mijeong、Lee Yeongmi                                                             | 长尾浩生   | 3月14日       |
| 12   |          | 冒險者們還無法拯救世界     | 岡篤志 伊魔崎斋   | 伊魔崎斋 | 伊魔崎斋      | 飯飼一幸、川上俊弘、菊地淳亮 木村聰志、竹內一將、田中淳次 野澤弘樹、馬場龍一、三關宏幸、水谷剛德 | 长尾浩生   | 3月21日       |

### 播映平台
| 播映地區         | 播映平台 | 播映日期              | 播映時間              | 備註  |
| ---------------- | --- | --------------------- | --------------------- | ----- |
| 臺灣             | 巴哈姆特動畫瘋、中華電信MOD、Hami Video、LiTV 線上影視、myVideo、遠傳friDay影音 LINE TV、Yahoo TV 一起看、CATCHPLAY+、亂搭、愛奇藝、木棉花台灣YouTube頻道 | 2023年1月3日－3月21日 | 星期二 22:35（UTC+8） |       |
| 香港、澳門       | 木棉花香港YouTube頻道 | 2023年1月3日－3月21日 | 星期二 22:35（UTC+8） |       |
| 香港、澳門、臺灣 | bilibili | 2023年1月3日－3月21日 | 星期二 22:35（UTC+8） | [ 7 ] |

## 外部連結
- 成為小說家吧官方網站（日語）
- MF Books官方網站（日語）
- 漫畫連載網站（日語）
- 電視動畫官方網站（日語）
- 電視動畫官方的X（前Twitter）